# Баслаху

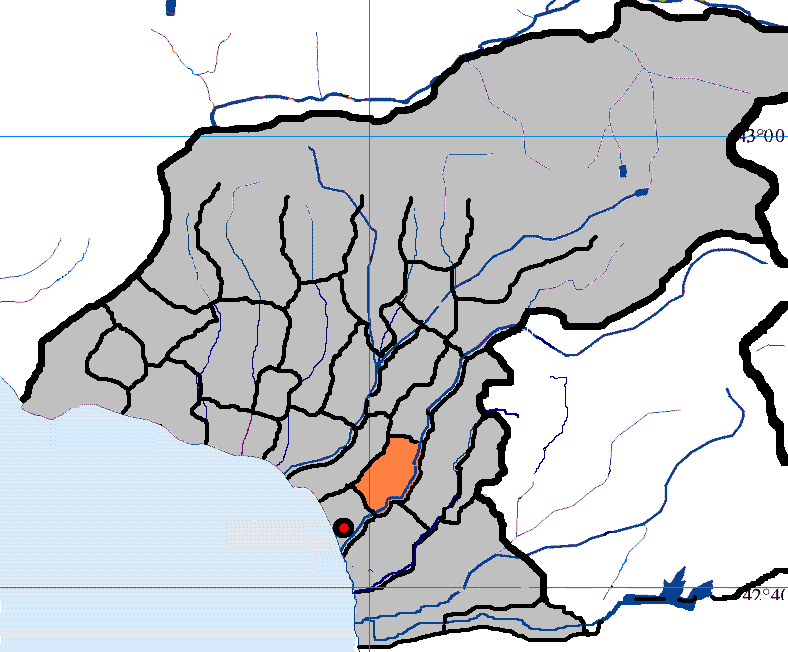
Расположение села Баслаху

Басла́ху (абх. Баслахә, груз. ბესლახუბა) — село в Абхазии, в Очамчырском районе частично признанной Республики Абхазия, согласно административному делению Грузии — в Очамчирском муниципалитете Абхазской Автономной Республики, административный центр Баслахусской сельской администрации (абх. Баслахә ақыҭа ахадара), в прошлом Беслахубский сельсовет.
До 1992 года в качестве официального названия использовалась форма Беслаху́ба. Происхождение названия связывают с именем князя Баслаху Чачба, чьи владения в старину располагались на территории села.

## Географическое положение
Расположено к северу от райцентра Очамчыра в равнинной полосе по правому берегу реки Галидзга. С севера примыкает к Очамчыре.

## История
В XIX веке в посёлке Новая Акуаскя абхазскими владетельными князьями Чачба-Шервашидзе среди абхазского населения были расселены мегрелы. Мегрельская община села является самой старой в современной Абжуйской Абхазии. Кроме того, в 1930е-1950е годы село стало одним из центров вселения мегрельских крестьян из Западной Грузии.
В советское время в селе Беслахуба действовал колхоз имени Ф. Махарадзе, специализировавшийся на плантационном выращивании чая (помимо чая выращивавший также табак, виноград, овощи и фрукты). За значительные достижения в развитии сельского хозяйства колхоз был награждён Памятным знаменем ЦК КПСС, Президиума Верховного Совета СССР, Совета Министров СССР и ВЦСПС.
После Великой Отечественной войны в селе были построены сельский клуб, колхозная АТС, новая школа и механизированные фермы.
В январе 1989 года население Беслахубского сельсовета составляло 2980 человек. В ходе грузино-абхазской войны село контролировалось грузинской стороной, абхазы в этот период покинули населённый пункт и вернулись после войны. С установлением абхазскими войсками контроля над Баслаху большая часть грузинского населения покинула село.

## Население
| Год переписи | Число жителей | Этнический состав                           |
| ------------ | ------------- | ------------------------------------------- |
| 1886         | 596           | абхазы 79,9 %; грузины 18,5 %               |
| 1926         | 909           | абхазы 84,5 %; грузины 11,6 %; турки 2,3 %  |
| 1959         | 1268          | грузины, абхазы (нет точных данных)         |
| 1989         | 2980          | грузины, абхазы (нет точных данных)         |
| 2011         | 839           | абхазы 90,7 %, грузины 6,1 %, русские 1,4 % |

По данным переписи населения 1886 года в селении Баслаху проживало православных христиан — 588 человека, мусульман-суннитов — 8 человек. По сословному делению в Баслаху имелось 6 князей, 14 дворян, 4 представителя православного духовенства и 572 крестьянина. Представителей «городских» сословий в Баслаху не проживало.
К началу 1990-х годов численность грузинского населения в Баслахубе уже значительно превосходила численность абхазского. Основным языком межнационального общения в селе являлся мегрельский.
В настоящее время число жителей Баслаху сильно сократилось по сравнению с довоенным временем.

## Территория и границы
Село Баслаху исторически подразделяется на 6 посёлков (абх. аҳабла):
- Абжааптра (собственно Баслаху)
- Агдарра
- Ахы-Уаа
- Ашыцра
- Додлан
- Новая Акуаскя

В настоящее время на севере село (сельская администрация) Баслаху граничит с селом (с/а) Акуаскиа (ранее входившего в с/а Гуп); на востоке — с селом (с/а) Пакуаш (включая бышую с/а Охурей); на юге — с городом Очамчира; на западе и северо-западе — с селом (с/а) Маркула, на юге — с селом (с/а) Илор.

## Известные уроженцы и жители
- Тарба, Иван Константинович (1921—1994) — абхазский советский писатель, поэт.